# Waldneukirchen
Waldneukirchen là một đô thị thuộc huyện Steyr-Land thuộc bang Oberösterreich, Áo. Đô thị Waldneukirchen có diện tích 26kilômét vuông, dân số thời điểm năm 2006 là 2223 người.